# 娄山关站
娄山关站是位于贵州省遵义市汇川区板桥镇的一个铁路车站，有川黔铁路经过，邮政编码563203。车站建于1965年，现仅办理客运业务，每日有一对慢车停靠。车站及其上下行区间均已电气化。车站距离重庆站263公里，隶属成都铁路局遵义车务段，是四等站:499。

## 车站结构
娄山关站站内设有3条股道，坡度2.3‰。车站西侧为长2145米的娄山关隧道。

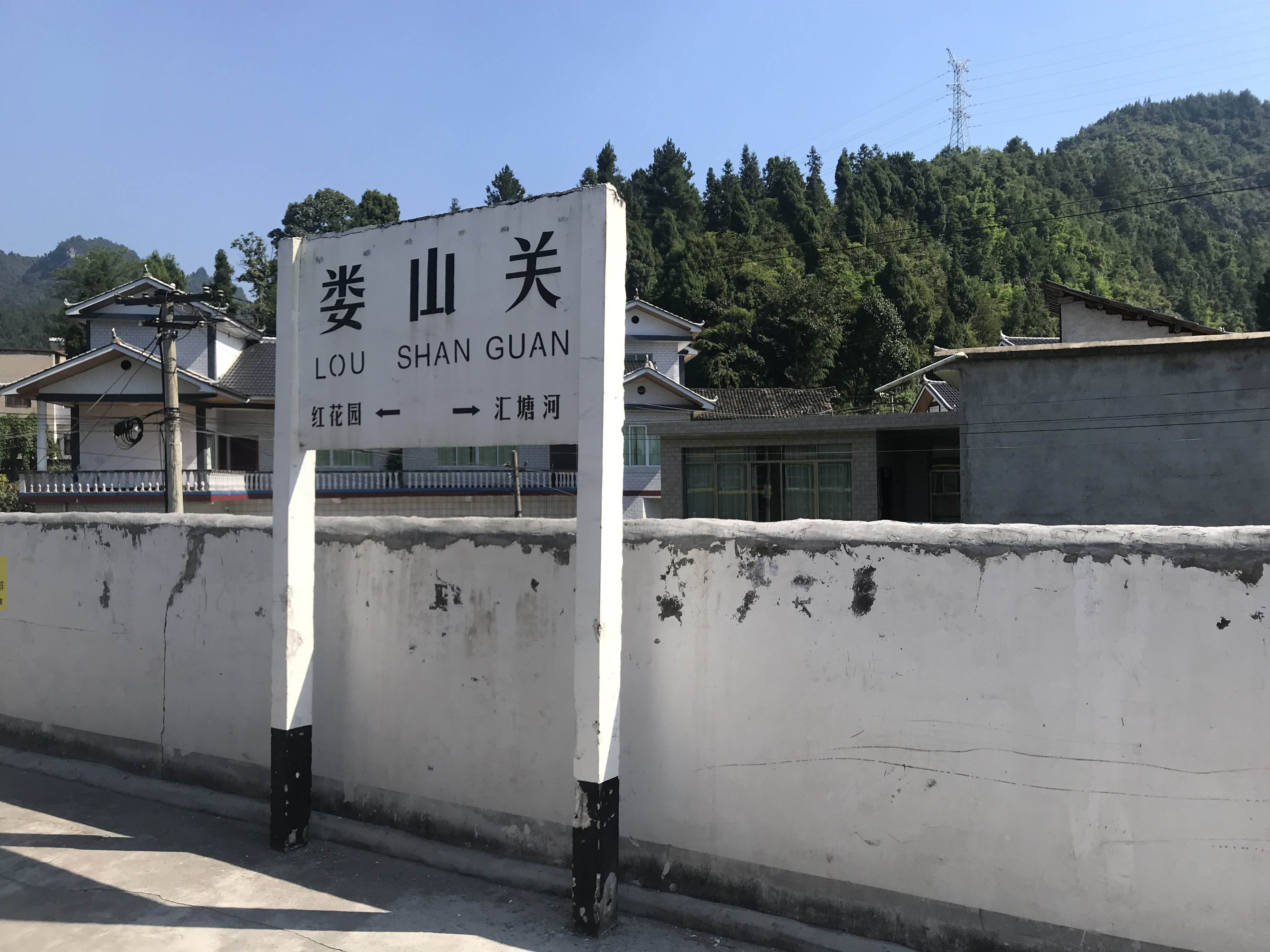
站牌
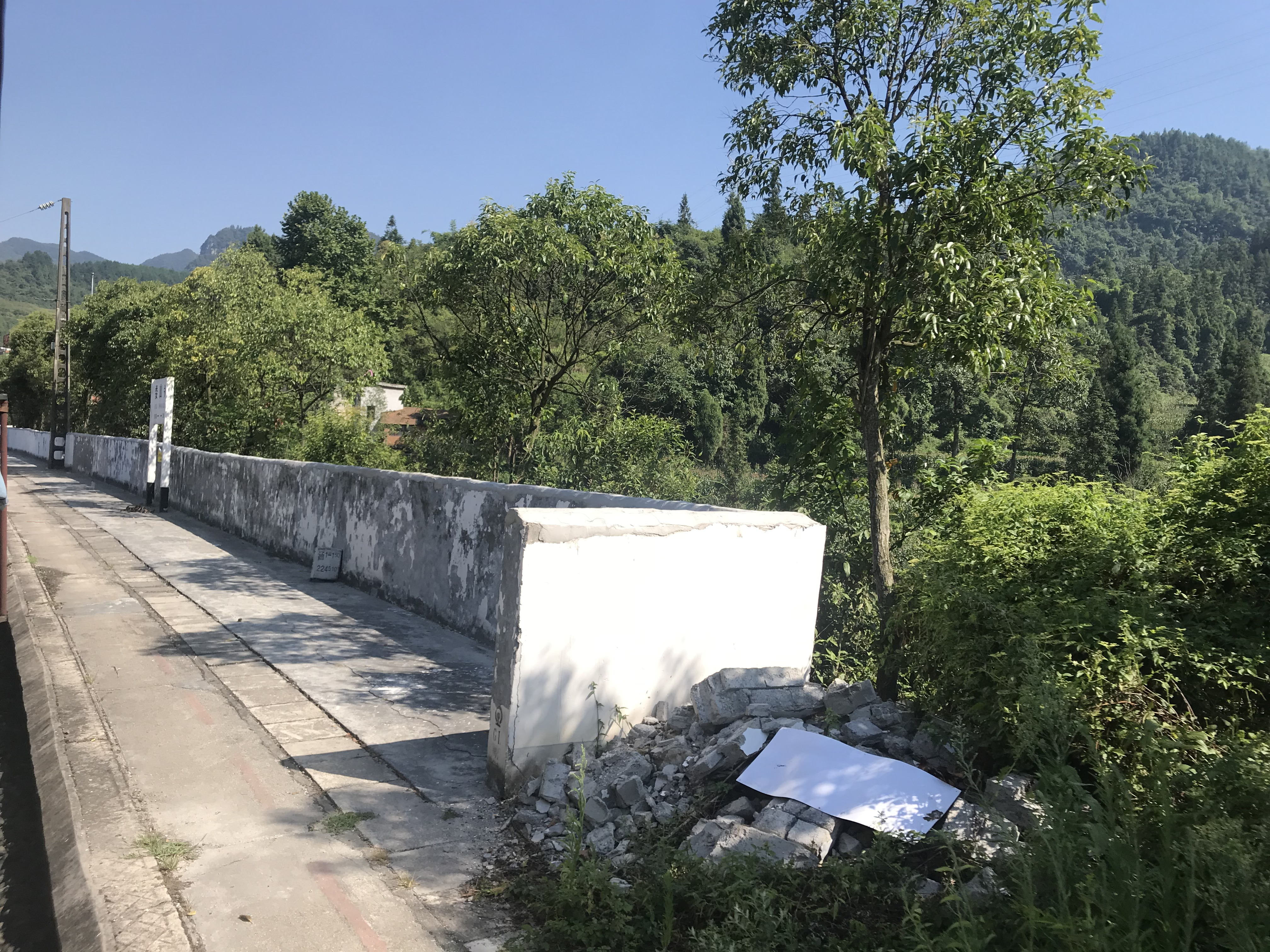
站台
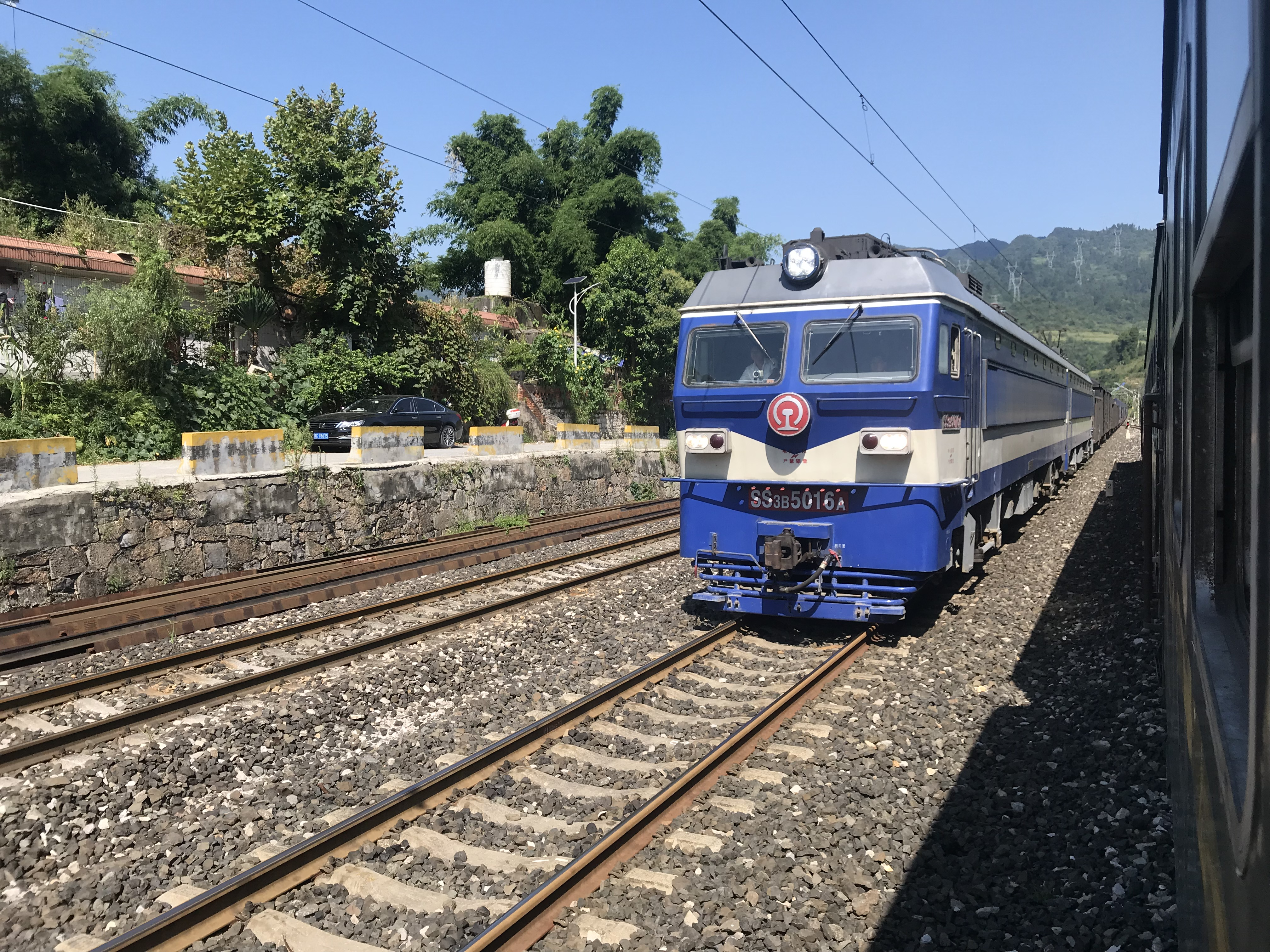
韶山3B型电力机车牵引货列于站内
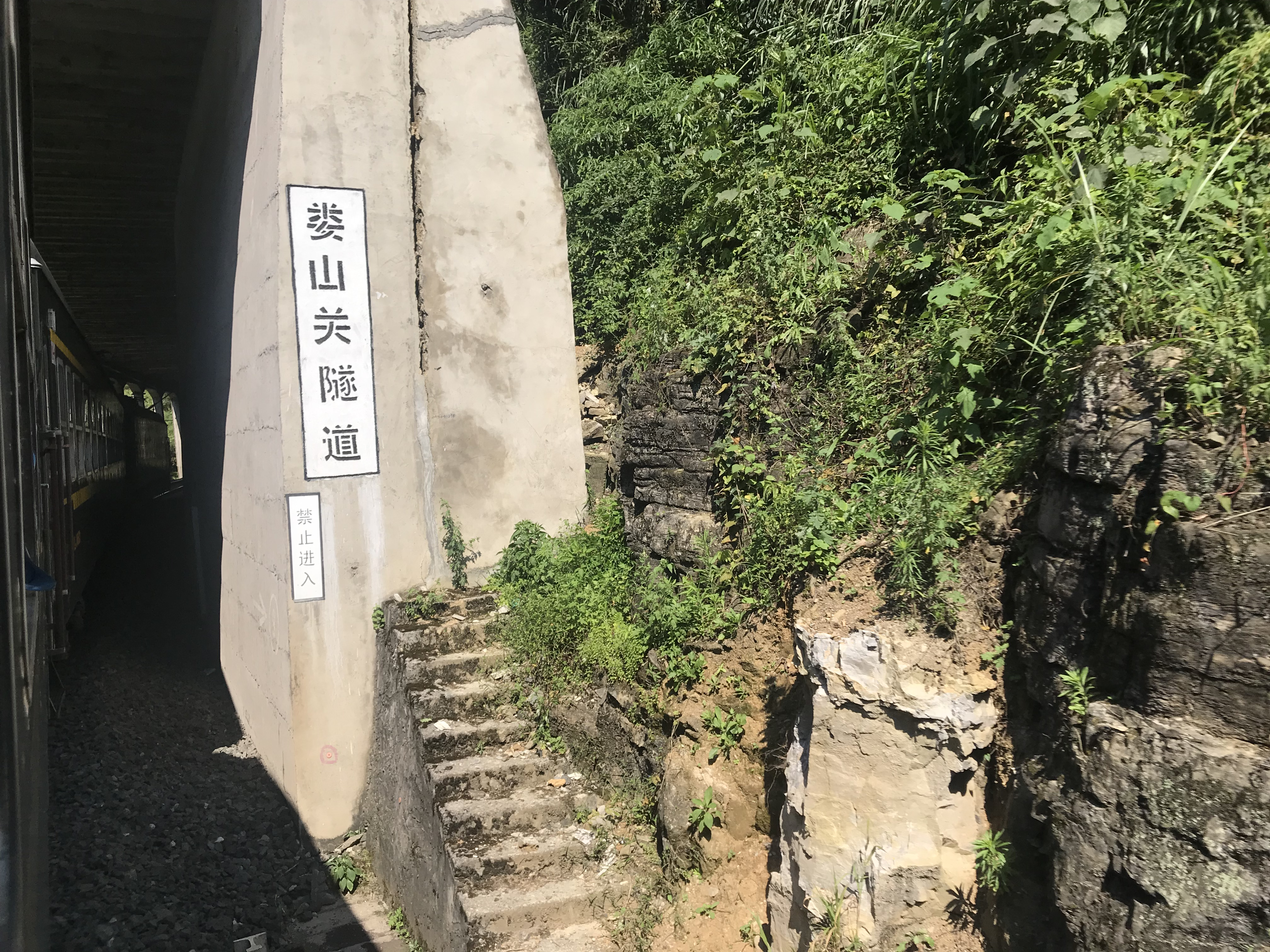
上行侧娄山关隧道南口